# Kaleidoscope (gruppo musicale britannico)
I Kaleidoscope sono stati un gruppo rock psichedelico inglese attivo alla fine degli anni sessanta ed all'inizio degli anni settanta.
La band era formata da Peter Daltrey (voci, tastiere), Steve Clark (basso, flauto), Eddy Pumer (chitarra), Dan Bridgman (batteria).
Tutte le canzoni furono realizzate da Daltrey e da Pumer.
Nel 1969 cambiarono nome e da allora continuarono con nomi quali I Luv Wight e Fairfield Parlour, anche se il complesso si sarebbe sciolto nell'anno successivo.

## Storia
(Peter Daltrey)
Dopo essersi esibiti dal 1963 sotto il nome di The Sidekicks , divennero The Key nel novembre 1965, prima di optare per il nome Kaleidoscope quando firmarono un contratto con la Fontana Records nel gennaio 1967 con l'aiuto dell'editore musicale Dick Leahy. Il gruppo era composto da Eddy Pumer alla chitarra, Steve Clark al basso e flauto, Danny Bridgman alla batteria e il cantante Peter Daltrey, che suonava anche vari strumenti a tastiera. La maggior parte delle canzoni della band erano composte dalla musica di Pumer e dai testi di Daltrey.
Il primo singolo della band "Flight from Ashiya" (b/n "Holidaymaker") fu pubblicato il 15 settembre 1967 dalla Fontana Records con una tiratura di 10.000 copie , poco prima del primo album della band, Tangerine Dream. Il singolo, con il suo testo su un incidente aereo, ottenne il plauso della critica e una discreta quantità di trasmissioni radiofoniche, ma non riuscì a raggiungere le classifiche. La canzone è successivamente apparsa in molte compilation, tra cui Nuggets II: Original Artyfacts from the British Empire and Beyond, 1964–1969 , il secondo cofanetto della serie Nuggets e Acid Drops, Spacedust & Flying Saucers. : Pasticceria psichedelica . 
Due mesi dopo uscì Tangerine Dream, anch'esso prodotto da Dick Leahy. L'album includeva "Flight From Ashiya", "Please Excuse My Face" e "Dive into Yesterday", ora considerate alcune delle migliori canzoni della band. Nel frattempo, la band si esibì dal vivo in diversi programmi radiofonici della BBC . Un nuovo singolo fu pubblicato nel 1968 chiamato "Jenny Artichoke" (b/n "Just How Much You Are"), ispirato a " Jennifer Juniper " di Donovan. Dopo l'uscita la band viaggiò in giro per l'Europa, supportando Country Joe and the Fish alla Concert Hall di Amsterdam mentre si trovava nei Paesi Bassi . Faintly Blowing , anch'esso prodotto da Leahy, fu pubblicato nel 1969 dalla Fontana Records. Questa volta il suono della band era più pesante, ma le tracce includevano ancora elementi psichedelici con testi sorprendenti ma non riuscirono a raggiungere le classifiche. Dopo il fallimento di Faintly Blowing , pubblicarono altri due singoli. La band come Fairfield Parlour suonò anche al Festival dell'Isola di Wight del 1970, dopo il Festival la band provò a farsi produrre White-Faced Lady senza riuscirci e poco dopo si sciolsero.

## La fortuna del nuovo millennio
Sebbene il gruppo non abbia ottenuto un grande successo commerciale negli anni di attività musicale, conserva una fedele base di fan e le sue registrazioni sono ancora tenute in grande considerazione. Soprattutto negli anni venti del XXI Sec. la band ha trovato un nuovo spazio di diffusione. 
(Peter Daltrey)

## Discografia
- 1967 - Tangerine Dream
- 1969 - Faintly Blowing
- 1970 - From Home to Home (come Fairfield Parlour)
- 1991 - White-Faced Lady

## Formazione
- Peter Daltrey (voce, tastiere)
- Eddy Pumer (chitarra)
- Steve Clark (basso, flauto)
- Dan Bridgman (batteria)